# Oliver Berben
Pour les articles homonymes, voir Berben.
Oliver Berben, né le 29 août 1971 à Munich, est un réalisateur et producteur de films allemand.
Il est le fils de l'actrice Iris Berben.

## Filmographie partielle
Sauf indication contraire, les informations mentionnées dans cette section peuvent être confirmées par la base de données cinématographiques IMDb,  présente dans la section « Liens externes ».

### Au cinéma
- 2025 : Exterritorial de Christian Zübert (en tant que producteur exécutif)

### À la télévision
- 2018 : Le Parfum : en tant que réalisateur, avec Sarah Kirkegaard
- 2024 : Les Meurtres zen : en tant que producteur